# Succhiami
Succhiami (Breaking Wind) è un film del 2012 scritto e diretto da Craig Moss.
È la parodia dei due film The Twilight Saga: Eclipse e The Twilight Saga: Breaking Dawn - Parte 1.

## Trama
La trama parla del matrimonio fra Bella e Edward, mentre il licantropo Jacob, affranto dal dolore, decide di lasciare la palestra e iniziare a consumare carboidrati, chiedendosi come mai Bella abbia scelto Edward anziché lui. Oltre alla famiglia dei Cullen, nel film appaiono anche i "piccoli Cullen", nani sosia della famiglia di vampiri.
Una nuova stirpe di vampiri vuole eliminare Bella: pertanto, i vampiri si alleano con i lupi mannari, ora sovrappeso. Bella viene salvata dall'assideramento grazie a un amplesso con Jacob, giusto prima del suo matrimonio con Edward.

## Distribuzione
Il film è stato distribuito mondialmente il 13 gennaio 2012 tramite DVD e Blu-ray.

## Edizione italiana
L'edizione italiana è curata dallo Studio Asci e la direzione del doppiaggio è stata affidata a Fabrizio Mazzotta, inoltre i doppiatori di alcuni protagonisti sono gli stessi dei protagonisti di Twilight.